# Cherry Moon
Le Cherry Moon, ou Cherrymoon, est une boîte de nuit située à Lokeren, en Belgique, ouverte entre 1991 et 2013, puis rouverte sous le nom de Radar.

## Histoire
Le Cherry Moon ouvre ses portes le 1er février 1991. Quinze ans plus tard, alors que l'intérêt pour la house diminue, le propriétaire Rudy Pincé décide de fermer la boite de nuit après le réveillon du 31 décembre 2005. Par la suite, les locaux sont loués aux discothèques Koloso et The Building. En février 2008, Rudy Pincé rouvre la discothèque sous l'ancien nom de Cherry Moon. Le samedi 17 août 2013, Cherry Moon ferme définitivement ses portes. Selon Rudy Pincé, le lieu sera désormais utilisé pour d'autres événements.
Le 14 septembre 2019, Cherry Moon rouvre ses portes sous le nom de Radar avec l'édition Cherry Moon - Return to Homebase, et en novembre, Greatest Switch de Studio Brussel s'y installe. Le style et le lien avec l'ancien Cherry Moon sont maintenus.

## Cherry Moon Trax
Cherry Moon Trax est un groupe de DJ (Yves Deruyter, DJ Ghost (Björn Wendelen), Franky Kloeck) auteur de singles pour promouvoir Cherry Moon. Le morceau le plus connu de Cherry Moon Trax est The House of House, qui figure régulièrement dans les listes des meilleurs morceaux house de tous les temps.
| Titre              | Meilleure position | Date d'entrée   |
| ------------------ | ------------------ | --------------- |
| The House of House | 9                  | 25 juin 1994    |
| Let There Be House | 2                  | 3 décembre 1994 |
| Needle Destruction | 9                  | 12 mai 2001     |